# Pentatlo moderno nos Jogos Pan-Americanos de 2023 - Individual masculino
A competição do individual masculino do pentatlo moderno nos Jogos Pan-Americanos de 2023 foi disputada entre 21 e 23 de outubro de 2023 na Escola Militar, em Las Condes. Um total de 32 pentatletas de 14 Comitês Olímpicos Nacionais (CON) participaram do evento.

## Calendário
Horário local (UTC−3).
| Data          | Hora  | Fase                                  |
| ------------- | ----- | ------------------------------------- |
| 21 de outubro | 12:00 | Esgrima – Fase de ranqueamento        |
| 22 de outubro | 14:35 | Semifinal A: Esgrima – Fase de bônus  |
| 22 de outubro | 15:10 | Semifinal A: Natação                  |
| 22 de outubro | 15:40 | Semifinal A: Laser run (corrida+tiro) |
| 22 de outubro | 17:30 | Semifinal B: Esgrima – Fase de bônus  |
| 22 de outubro | 18:05 | Semifinal B: Natação                  |
| 22 de outubro | 18:35 | Semifinal B: Laser run (corrida+tiro) |
| 23 de outubro | 16:00 | Final: Equitação                      |
| 23 de outubro | 16:40 | Final: Esgrima – Fase de bônus        |
| 23 de outubro | 17:15 | Final: Natação                        |
| 23 de outubro | 17:45 | Final: Laser run (corrida+tiro)       |

## Medalhistas
| Ouro   | MEX Emiliano Hernández |
| Prata  | MEX Duilio Carrillo    |
| Bronze | ECU Andrés Torres      |

## Resultados

### Semifinal
A competição se iniciou com uma fase semifinal (sem a etapa da equitação), onde os 18 melhores pentatletas (nove melhores da semifinal A e nove melhores da semifinal B) avançaram para a final.
| Pos. | Grupo | Pentatleta           | CON                                 | Esgrima Vitórias (Pts.) | Natação Tempo (Pts.) | Laser run Tempo (Pts.) | Total | Notas |
| ---- | ----- | -------------------- | ----------------------------------- | ----------------------- | -------------------- | ---------------------- | ----- | ----- |
| 1    | SF/A  | Emiliano Hernández   | MEX México                          | 19 (238)                | 2:10.47 (290)        | 10:41 (659)            | 1187  | Q     |
| 2    | SF/A  | Duilio Carrillo      | MEX México                          | 25 (278)                | 2:17.22 (276)        | 11:13 (627)            | 1181  | Q     |
| 3    | SF/A  | Danilo Fagundes      | BRA Brasil                          | 17 (234)                | 2:17.21 (276)        | 10:48 (652)            | 1162  | Q     |
| 4    | SF/A  | Franco Serrano       | ARG Argentina                       | 23 (264)                | 2:09.89 (291)        | 11:33 (607)            | 1162  | Q     |
| 5    | SF/A  | Juan Ochoa           | EAI Equipe de Atletas Independentes | 14 (216)                | 2:10.70 (290)        | 10:45 (655)            | 1161  | Q     |
| 6    | SF/A  | Brendan Anderson     | USA Estados Unidos                  | 16 (220)                | 2:11.96 (287)        | 10:57 (643)            | 1150  | Q     |
| 7    | SF/A  | Esteban Bustos       | CHI Chile                           | 17 (226)                | 2:15.60 (280)        | 11:16 (624)            | 1130  | Q     |
| 8    | SF/A  | Quinn Schulz         | CAN Canadá                          | 17 (226)                | 2:08.38 (294)        | 11:31 (609)            | 1129  | Q     |
| 9    | SF/A  | Lester Ders          | CUB Cuba                            | 13 (202)                | 2:13.81 (283)        | 10:57 (643)            | 1128  | Q     |
| 10   | SF/B  | Andrés Torres        | ECU Equador                         | 19 (240)                | 2:10.66 (289)        | 11:22 (618)            | 1147  | Q     |
| 11   | SF/B  | Marcos Antonio Rojas | CUB Cuba                            | 22 (256)                | 2:08.56 (293)        | 11:42 (598)            | 1147  | Q     |
| 12   | SF/B  | Gabriel Sasaqui      | BRA Brasil                          | 19 (242)                | 2:14.71 (281)        | 11:29 (611)            | 1134  | Q     |
| 13   | SF/B  | Tristen Bell         | USA Estados Unidos                  | 15 (216)                | 2:15.62 (279)        | 11:02 (638)            | 1133  | Q     |
| 14   | SF/B  | Manuel Padilla       | MEX México                          | 18 (232)                | 2:14.17 (282)        | 11:22 (618)            | 1132  | Q     |
| 15   | SF/B  | Andres Fernández     | EAI Equipe de Atletas Independentes | 13 (202)                | 2:05.44 (300)        | 11:10 (630)            | 1132  | Q     |
| 16   | SF/B  | Martín Gajardo       | CHI Chile                           | 13 (206)                | 2:08.37 (294)        | 11:27 (613)            | 1113  | Q     |
| 17   | SF/B  | Sergio Villamayor    | ARG Argentina                       | 18 (234)                | 2:20.28 (270)        | 11:32 (608)            | 1112  | Q     |
| 18   | SF/B  | William Muinhos      | BRA Brasil                          | 15 (214)                | 2:15.49 (280)        | 11:27 (613)            | 1107  | Q     |
| 19   | SF/A  | Juan Pablo Velázquez | CUB Cuba                            | 14 (208)                | 2:17.56 (275)        | 11:22 (618)            | 1101  |       |
| 20   | SF/B  | Emanuel Zapata       | ARG Argentina                       | 17 (230)                | 2:17.71 (275)        | 11:45 (595)            | 1100  |       |
| 21   | SF/A  | Bayardo Naranjo      | ECU Equador                         | 15 (214)                | 2:13.50 (284)        | 11:41 (599)            | 1097  |       |
| 22   | SF/B  | Robert Bonomo        | CAN Canadá                          | 8 (174)                 | 2:07.45 (296)        | 11:14 (626)            | 1096  |       |
| 23   | SF/B  | Gabriel Domínguez    | DOM República Dominicana            | 10 (188)                | 2:19.89 (271)        | 11:08 (632)            | 1091  |       |
| 24   | SF/B  | Isaac Hernández      | ECU Equador                         | 7 (166)                 | 2:19.83 (271)        | 10:55 (645)            | 1082  |       |
| 25   | SF/A  | Bryan Blanco         | URU Uruguai                         | 13 (202)                | 2:31.68 (247)        | 11:32 (608)            | 1057  |       |
| 26   | SF/A  | Albert Rivas         | VEN Venezuela                       | 16 (222)                | 2:19.98 (261)        | 12:07 (573)            | 1056  |       |
| 27   | SF/B  | José Miguel Molina   | EAI Equipe de Atletas Independentes | 8 (174)                 | 2:20.98 (269)        | 11:31 (609)            | 1052  |       |
| 28   | SF/A  | Yicxon Pérez         | VEN Venezuela                       | 11 (198)                | 2:16.77 (277)        | 12:03 (577)            | 1052  |       |
| 29   | SF/A  | Jair Samamé          | PER Peru                            | 15 (214)                | 2:24.88 (261)        | 12:19 (561)            | 1036  |       |
| 30   | SF/B  | Francesco Chumacero  | BOL Bolívia                         | 8 (174)                 | 2:23.51 (263)        | 11:55 (585)            | 1022  |       |
| 31   | SF/A  | Santiago Bedia       | PER Peru                            | 7 (166)                 | 2:22.36 (266)        | 12:45 (535)            | 967   |       |
| 32   | SF/B  | Brayan Almonte       | DOM República Dominicana            | DNS (0)                 | DNS (0)              | DNS (0)                |       |       |

### Final
Na final os classificados competiram em todas as provas, com as melhores pontuações totais obtendo as medalhas.
| Pos.              | Pentatleta           | CON                                 | Equitação Tempo (Pts.) | Esgrima Vitórias ER+EB (Pts.) | Natação Tempo (Pts.) | Laser run Tempo (Pts.) | Total |
| ----------------- | -------------------- | ----------------------------------- | ---------------------- | ----------------------------- | -------------------- | ---------------------- | ----- |
| Medalha de ouro   | Emiliano Hernández   | MEX México                          | 55.60 (300)            | 19+0 (238)                    | 2:08.56 (293)        | 09:57 (703)            | 1534  |
| Medalha de prata  | Duilio Carrillo      | MEX México                          | 62.40 (298)            | 25+0 (274)                    | 2:13.44 (284)        | 10:43 (657)            | 1513  |
| Medalha de bronze | Andrés Torres        | ECU Equador                         | 56.30 (300)            | 19+0 (238)                    | 2:07.06 (296)        | 10:47 (653)            | 1487  |
| 4                 | Marcos Antonio Rojas | CUB Cuba                            | 52.40 (283)            | 22+2 (258)                    | 2:06.21 (298)        | 10:58 (642)            | 1481  |
| 5                 | Franco Serrano       | ARG Argentina                       | 65.00 (278)            | 23+4 (266)                    | 2:09.72 (291)        | 10:56 (644)            | 1479  |
| 6                 | Andrés Fernández     | EAI Equipe de Atletas Independentes | 60.20 (279)            | 13+0 (202)                    | 2:05.99 (299)        | 10:08 (692)            | 1472  |
| 7                 | Brendan Anderson     | USA Estados Unidos                  | 57.00 (279)            | 16+0 (220)                    | 2:13.67 (283)        | 10:12 (688)            | 1470  |
| 8                 | Juan Ochoa           | EAI Equipe de Atletas Independentes | 65.00 (288)            | 14+0 (208)                    | 2:10.01 (290)        | 10:17 (683)            | 1469  |
| 9                 | Sergio Villamayor    | ARG Argentina                       | 55.30 (293)            | 18+8 (240)                    | 2:21.13 (268)        | 10:40 (660)            | 1461  |
| 10                | Esteban Bustos       | CHI Chile                           | 54.00 (286)            | 17+2 (228)                    | 2:15.04 (280)        | 10:33 (667)            | 1461  |
| 11                | Tristen Bell         | USA Estados Unidos                  | 51.00 (293)            | 15+6 (220)                    | 2:17.17 (276)        | 10:55 (645)            | 1434  |
| 12                | William Muinhos      | BRA Brasil                          | 52.00 (300)            | 15+0 (214)                    | 2:17.95 (275)        | 10:59 (641)            | 1430  |
| 13                | Lester Ders          | CUB Cuba                            | 71.00 (238)            | 13+0 (202)                    | 2:14.61 (281)        | 10:33 (667)            | 1388  |
| 14                | Quinn Schulz         | CAN Canadá                          | 78.00 (255)            | 17+2 (228)                    | 2:08.74 (293)        | 11:28 (612)            | 1388  |
| 15                | Manuel Padilla       | MEX México                          | EL (0)                 | 18+2 (234)                    | 2:17.32 (276)        | 10:03 (697)            | 1207  |
| 16                | Danilo Fagundes      | BRA Brasil                          | EL (0)                 | 17+0 (226)                    | 2:18.78 (273)        | 10:16 (684)            | 1183  |
| 17                | Martín Gajardo       | CHI Chile                           | EL (0)                 | 13+8 (210)                    | 2:10.57 (289)        | 10:58 (642)            | 1141  |
| 18                | Gabriel Sasaqui      | BRA Brasil                          | EL (0)                 | 19+0 (238)                    | 2:14.24 (282)        | 11:23 (617)            | 1137  |